# Go, go, it's time to go!/Raffaella
Go, go, it's time to go!/Raffaella è un singolo discografico di Rocco Reitano, nipote di Mino, pubblicato nel 1982.

## Descrizione
Go, go, it's time to go! era la sigla dell'anime Golion, scritta da Rocco Reitano nel testo, musica e arrangiamento. Sul lato b è incisa "Raffaella", brano con nessuna attinenza alla serie, scritta dallo stesso autore. Nel 45 giri omonimo di stampa francese è incisa una versione alternativa equalizzata in modo leggermente diverso. Entrambi i brani sono stati inseriti nella compilation Evviva la TV.

## Tracce
Lato A
1. Go, go, it's time to go! – 2:50 (Rocco Reitano)

Lato B
1. Raffaella – 2:20 (Rocco Reitano)